# Maardu
Maardu – miasto w Estonii, w prowincji Harjumaa, w obszarze metropolitalnym Tallinna. Według danych z 1 lipca 2005 zamieszkuje je 16 490 mieszkańców.
Miasto związane jest umową partnerską w Polsce z miastem Białogard w powiecie białogardzkim, województwie zachodniopomorskim.

## Miasta partnerskie
- Białogard
- Wielkie Łuki